# الفرجاني بالحاج عمار
الفرجاني بالحاج عمار ولد في تونس العاصمة في 5 جانفي 1916 و توفي سنة 2000 
شغل الفرجاني بلحاج عمارة رئيس الاتحاد التونسي للصناعة والتجارة لفترة طويلة من تاريخه.
- انقطع عن الدراسة في آخر المرحلة الابتدائية ليشتغل نادلا بالمقهى التي تملكها عائلته في حي باب جديد بالعاصمة.[6]

## عرف الأعراف
- من مؤسسي العمل النقابي للأعراف التونسين، حيث ساهم في تأسيس جامعة الصنايعية وصغار التجار بالقطر التونسي في مارس 1945، وكانت قريبة آنذاك من الشيوعيين التونسيين، وانشق عنها في ماي 1946 مع مجموعة أخرى بسبب تعاطفها مع الحركة الصهيونية ولسيطرة التجار اليهود عليها. والتأم مؤتمر انبثق عنه الاتحاد لنقابات الصنايعية وصغار التجار بالقطر التونسي في جانفي 1947 الذي تولى كتابته العامة الفرجاني بالحاج عمار، واستمر بنفس الخطة فيما بعد بعد تغيير اسم الاتحاد إلى الاتحاد التونسي للصناعة والتجارة.
- أبعد عن رئاسة الاتحاد عام 1964 بسبب موقفه المناهض للسياسة الاقتصادية الاشتراكية التي كانت تطبقها الدولة آنذاك.
- عاد على رأس الاتحاد بأمر من الرئيس الحبيب بورقيبة عام 1971 واستمر رئيسا له إلى عام 1988 حيث خلفه الهادي الجيلاني.
- عين في أكتوبر 1958 كعضو في أول مجلس إدارة للبنك المركزي التونسي وبقي فيه إلى نوفمبر 1959.

## السياسي
- انتمى إلى الحزب الحر الدستوري الجديد وكان من أعضاء ديوانه السياسي السادس في أواخر الثاثينات، تحت رئاسة الدكتور الحبيب ثامر. كما عين عضوا في الديوان السياسي للحزب فيما بعد بدءا من مؤتمر سوسة المنعقد عام 1959، ثم المؤتمرات الموالية: 1964، 1971، 1974...
- خلال الخلاف اليوسفي البورقيبي، دعم الشق البورقيبي، وقد جوزي بتعيينه وزيرا للاقتصاد في أول حكومة بعد الاستقلال واستمر في منصبه من 15 أفريل 1956 إلى 29 جويلية 1957.
- ترأس مؤتمر الحزب الاشتراكي الدستوري الحاكم المنعقد في أكتوبر 1971 بالمنستير، كما عين على رأس إدارة الحزب بين أكتوبر 1972 وجوان 1973. أنتخب عام 1956 كعضو في المجلس القومي التأسيسي وأعيد انتخابه في مجلس الأمة سنوات 1959، 1964، 1969، 1974 و1979.

## في الصحافة
من خلال موقعه على رأس الاتحاد التونسي للصناعة والتجارة، أصدر الفرجاني بالحاج عمار وتولى إدارة الصحف والمجلات التالية:
- تونس الاقتصادية، وهي مجلة صدر عددها الأول في أكتوبر 1958.
- الدليل الاقتصادي التونسي، وهو مجلة صدر عددها الأول عام 1964.
- البيان، وهي أسبوعية إخبارية جامعة صدر عددها الأول في 14 نوفمبر 1977.
- الرسالة وهي نشرة شهرية غير منتظمة صدر عددها الأول في نوفمبر 1985 والأخير في جوان 1988.